# Dodge Coronet
El Dodge Coronet es un auto de tamaño completo ("full size car") fabricado por la División Dodge de Chrysler Corporation entre los años de 1949 y 1976. En la década de 1960 se volvió de tamaño medio ("mid size car").

## Primera generación (1949-1952)

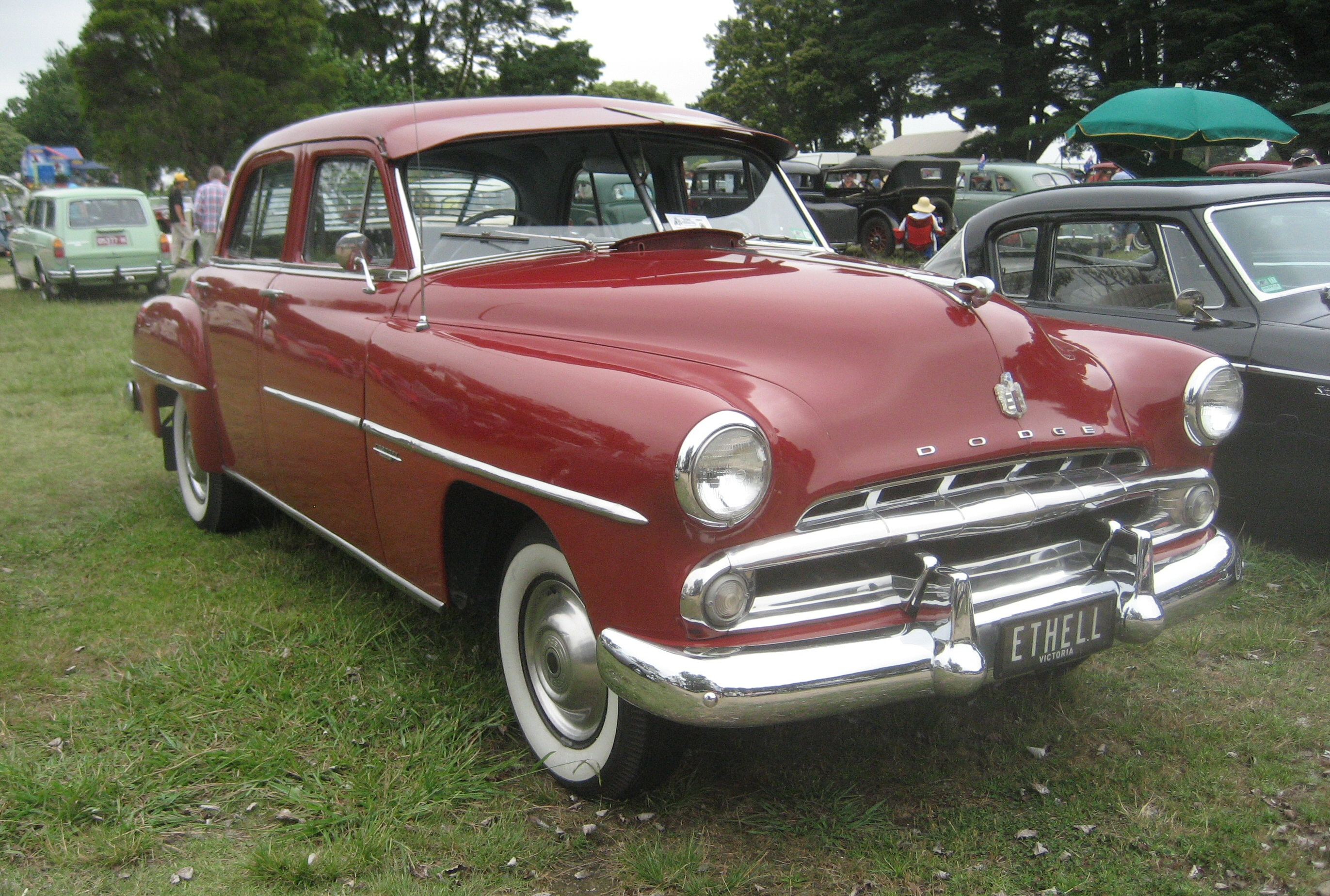
Dodge Coronet 1952

El Dodge Coronet fue presentado con los primeros estilos de carrocería de la posguerra. El único motor del Dodge Coronet fue una unidad de seis cilindros en línea de cabeza plana, desplazando 3800 cc (230 pulgadas cúbicas) y con un carburador Stromberg monocuerpo, a fin de generar 103 caballos de fuerza (77 kW). El Dodge Coronet era un coche de buen funcionamiento, y el motor de seis cilindros podría impulsarlo a velocidades de hasta 90 millas por hora (140 km / h). Una de las características más notables del Coronet de primera generación fue su transmisión de tres velocidades Fluid Drive, accionada con un pedal en el piso, que hacía innecesaria la palanca de cambios. 

## Segunda generación (1953-1954)
En 1953, el Coronet fue totalmente rediseñado y seguía siendo la gama más alta de la línea Dodge. Ese año se introdujo una nueva opción de motorización, el "Red Ram Hemi" de 241 pulgadas cúbicas (3,9 L), lo cual permitió establecer más de 100 registros de velocidad en tierra en el Bonneville Salt Flats. 

## Tercera generación (1955-1956)
En 1955 el Coronet dejó de ser el modelo tope de gama de la línea Dodge y pasó a ser el modelo de entrada (entry-level) de la línea de vehículos Dodge, con los nombres de Wayfarer y Meadowbrook.  Por encima de ellos, como nuevo tope de gama, Dodge presentó las series Royal y Custom Royal. Su motor básico era el Chrysler Flathead de seis cilindros y cabeza plana, que desplazaba 230 cu (3,8 L) y que gracias a mejoras en la carburación podía generar 123 caballos de fuerza (92 kW).  También se ofrecía el V8 Hemi de 270 ci (4,4 L) de desplazamiento, con brazos oscilantes dobles. El diseño de carrocería, responsabilidad de Virgil Exner, rompía totalmente con los anteriores cánones y resultaba atractivo, vistoso y moderno gracias a sus adornos cromados, sus líneas rectas y sus acabados de pintura bicolor.

## Cuarta generación (1957-1960)

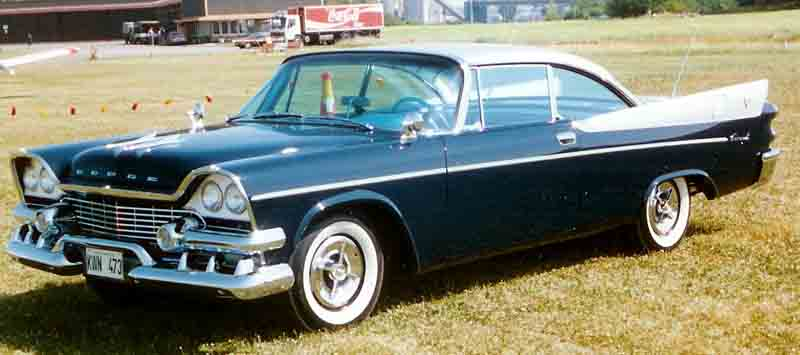
Dodge Coronet 1958

1957 vio el debut del nuevo D-501, que sustituye al D-500 del año anterior y será el Coronet de mayor nivel. El D-501 recibió un motor V8 de tipo Hemi, que desplazaba 354 ci y había sido creado originalmente para el Chrysler 300B de 1956.  A fin de ganar potencia, se instalaron los árboles de leva que usaban los V8 de 392 ci instalados en los modelos Chrysler.  Este nuevo motor llevaba un cárter especial, carburador de cuatro cuerpos y una relación de compresión de 10.0:1, lo cual le permitía generar 340 caballos de potencia (250 kW). Otros cambios introducidos ese año incluyen la suspensión de Torsión-Aire (por barra de torsión) en el extremo delantero y un sistema de suspensión trasera de servicio pesado con mejores amortiguadores.  Al igual que otros modelos de Chrysler Corporation, Dodge adoptó ese año el nuevo diseño "forward look" para las carrocerías, obra de Virgil Exner, que proponía líneas esbeltas y grandes aletas traseras que, en el caso del Dodge, se realzaban con vistosos engastes cromados, pinturas de varios colores y demás elementos estéticos.

## Quinta generación (1965-1970)

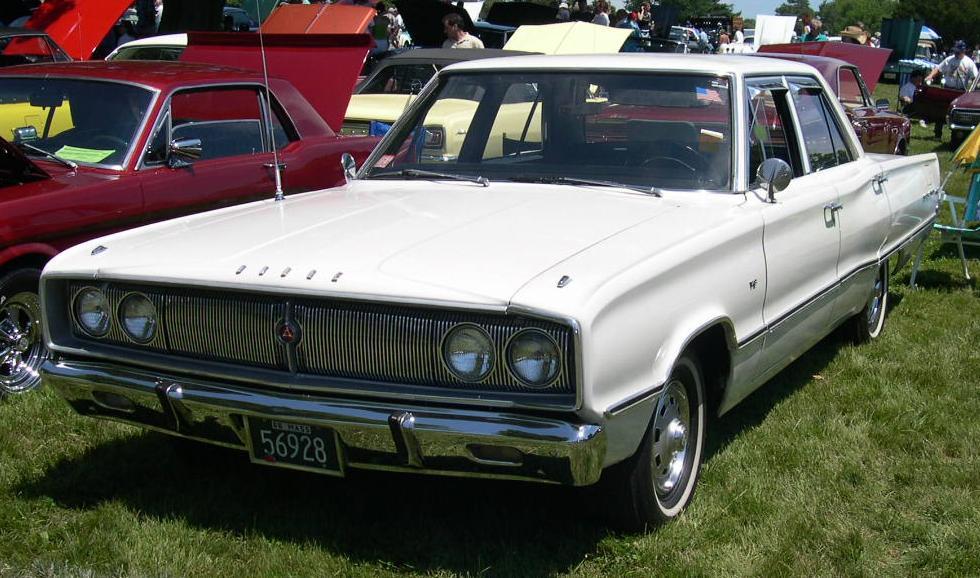
Dodge Coronet 1967

Después de una breve ausencia, Dodge asoció el nombre Coronet a los nuevos modelos de tamaño intermedio que presentó en 1965.  Estos nuevos Coronet, cuya distancia entre ejes es de 117 pulgadas, se basaban en los Dodge Polara de carrocería B (B-body) que ya se venían ofreciendo en 1963 y 1964. Para 1965, se vendieron más de 209 000 unidades, lo que hace del Coronet el modelo más popular vendido por Dodge en ese año. Sus niveles de acabado fueron inicialmente el Coronet base, que incluye una versión de lujo, llegando luego las versiones Coronet 440 y 500. El Coronet base y el de lujo estaban disponibles como sedán de dos puertas, sedán de cuatro puertas y station wagon. El diseño de carrocerías iba en la línea de lo que Chrysler ofrecía en esos días, con líneas rectas, tres cuerpos de carrocería diferenciados y cristales casi planos. La imagen de alto rendimiento de Dodge se construyó sobre versiones del Coronet con motores de gran potencia, como el Hemi de 426 ci (7.0 L), pero también había un motor de 440 ci (7.2 L) y unidades de menor tamaño y potencia de 361 cu (5.8 L) y de 318 cu (5,2 L). Los modelos de alto rendimiento venían con el trim especial R/T, mientras los modelos de lujo se denominaban Special Edition (SE). Pertenecen a esta generación los potentes Dodge Coronet Super Bee, que son muy apreciados por los aficionados a los muscle car.

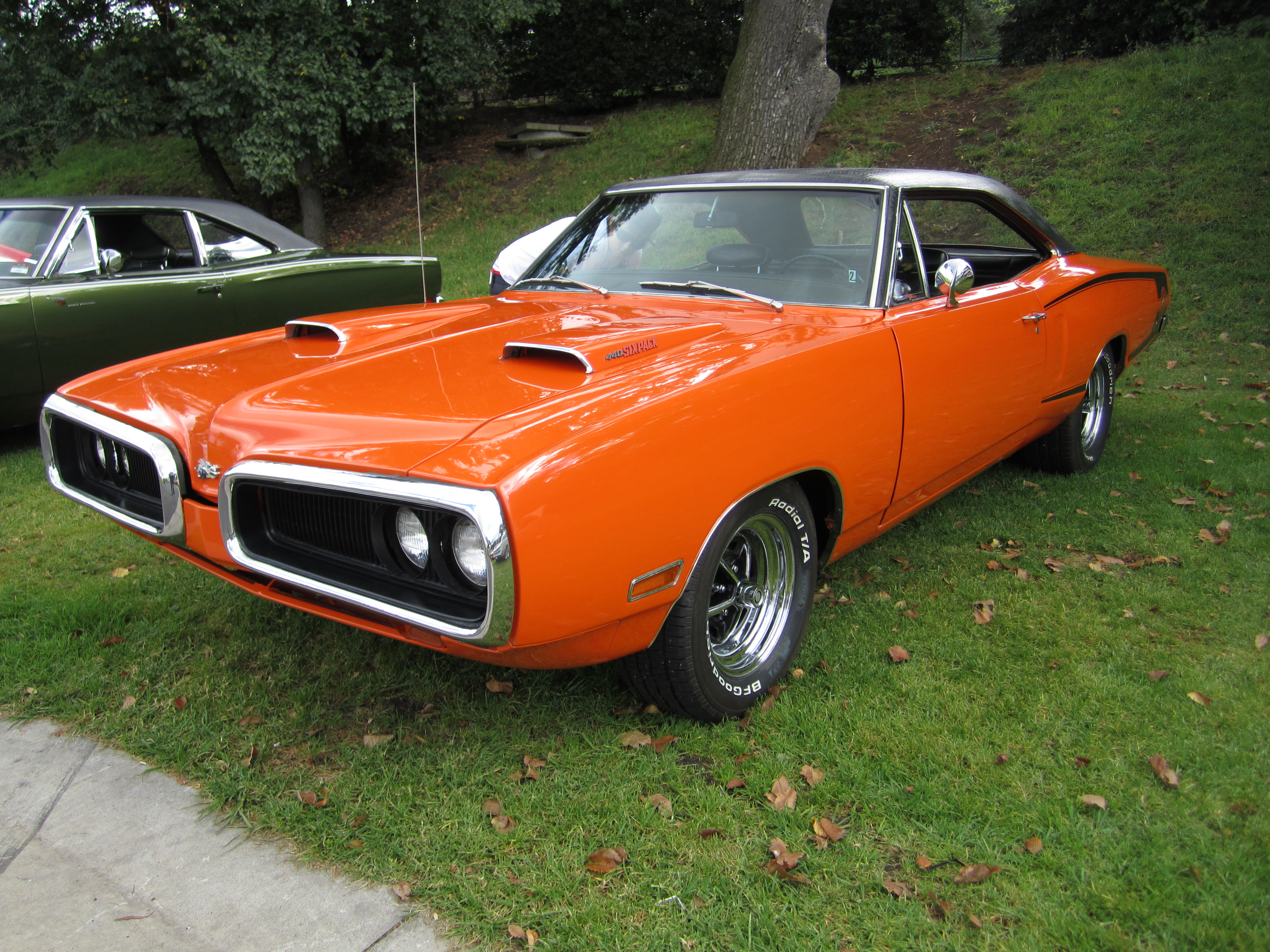
Dodge Coronet Super Bee 1970

En 1966 aparece el Charger, un coupé de diseño específico, que deriva notablemente del Coronet de dos puertas, del cual se diferencia por el diseño de su carrocería, que inicialmente era de tipo "fastback" y en 1968 adoptó un perfil específico en el área del poste C, con el cristal trasero empotrado.

## Rediseño del Dodge Coronet (1968)
- El Dodge Coronet fue estilizado en 1968. Las nuevas tendencias de diseño, más redondeadas e inspiradas en la botella de “Coca-Cola”, hicieron que los modelos de 1967 parecieran obsoletos. De igual manera, la etiqueta R/T fue compartida con un ahora más atractivo Dodge Charger, dejando al Coronet R/T, de precio más bajo, oculto en las sombras. A mediados de año, la introducción del aún más barato Super Bee creó más competencia interna dentro del corporativo. A pesar de ello, el Coronet continuó con los asientos de cubo, doble escape, suspensión rígida y el odómetro de 150 MPH, como equipo estándar. Asimismo, la transmisión automática TorqueFlite continuó como estándar, y las franjas de abejorro (“Bumble Bee”) en el panel trasero eran opciones sin costo adicional. Los modelos R/T también tenían unas protuberancias en el cofre que simulaban tomas de aire. En ese año, sólo se ordenaron 94 Coronets R/T con transmisión manual, y 136 con la TorqueFlite. Sólo un Hemi Coronet Convertible con transmisión manual y ocho automáticos fueron producidos ese año.[4]

## Sexta generación (1971-1973)

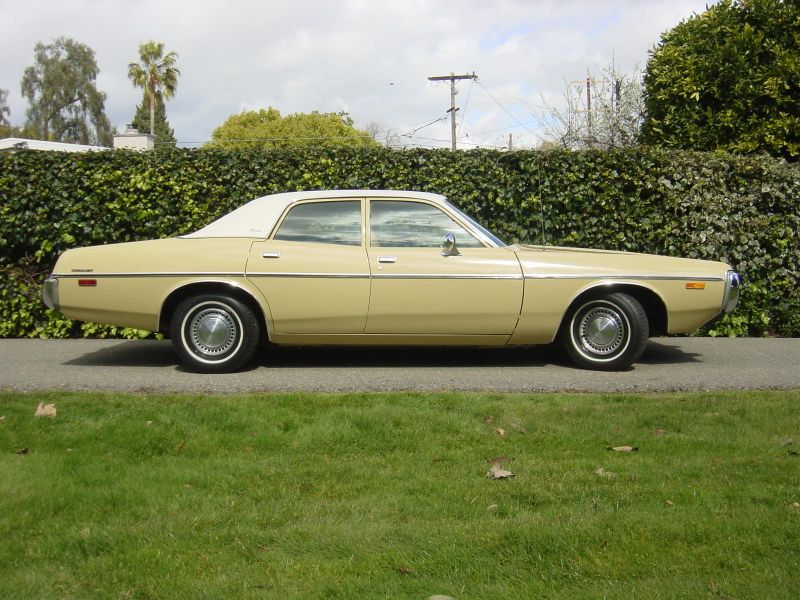
Dodge Coronet Custom 1973

El Coronet de sexta generación era un gemelo del Plymouth Satellite de cuatro puertas, y su estilo era algo más fluido en comparación con el modelo Plymouth.  Ese año, Dodge solo ofreciò el Coronet como Sedan y Station Wagon, eliminando el modelo de dos puertas y llenando con el Charger (que seguía derivando fuertemente del Coronet) la demanda por carros medianos (mid size) con carrocería coupé.   El Coronet recibió para el "model year" 1972 ligeras alteraciones en la parrilla delantera, los faros, las luces traseras y otros pequeños detalles, pero sus ventas comenzaron a descender notablemente en lo sucesivo. En 1972 y 1973 se fabricaron entre 80 000 y 90,000 unidades, en comparación con las 196.242 producidas apenas cuatro años antes, en 1968.  La baja en las ventas se debía, en partes iguales, a la crisis de combustible y también a la cada vez mayor semejanza entre los modelos Plymouth y Dodge, cuyas gamas se superponían entre sí y también sobre otras marcas de Chrysler Corporation. 
En 1974 el Coronet recibe unos parachoques de mayor tamaño, a fin de respetar la nueva normativa sobre seguridad introducida ese año.  La parrilla fue cambiada en consecuencia y las luces traseras eran de mayor tamaño.  Dodge seguía ofreciendo dos estilos de carrocería, sedán de cuatro puertas (en trim básico y SE) y station wagon, siendo en lo sucesivo virtualmente igual al Plymouth Fury, que sin embargo ofrecía un modelo de dos puertas.

## Séptima generación (1974-1976)
La tendencia de igualar cada vez más el estilo del Dodge Coronet con el del Plymouth Fury se hace cada vez mayor, estrenando ambos una nueva parrilla flanqueada por luces sencillas y regresa en forma anecdótica el Dodge Coronet con carrocería de dos puertas, del que varios elementos estéticos serían adoptados por el Dodge Charger coupé.  En el interior los cambios fueron muy pocos, siendo la gran excepción el panel de instrumentos, que abandona el velocímetro lineal en pro de dos cuadrantes redondos dentro de una gran ampolla de diseño cúbico.
En 1976 se introduce una nueva parrilla de tipo dividido, flanqueada por una doble batería de faros cuadrados instalados en vertical, mientras el extremo trasero solo recibe un ligero rediseño de las luces de cola.  Ese será el último año en el que Dodge usa la denominación Coronet, pero el carro seguirá en producción durante 1977 con el nombre Mónaco, que hasta entonces era usado en los Dodge de mayor nivel.
La gran cualidad de estos Coronet fue su robustez mecánica y debido a la crisis de combustible su valor en el mercado de carros de ocasión fue realmente bajo, lo cual les hizo tremendamente populares en el cine y la TV, donde se hizo frecuente su uso como vehículo de servicio público, mayormente patrullas policíacas y taxi.  La teleserie "The Dukes Of Hazzard" convertirá al Coronet de séptima generación en un verdadero ícono patrullero y hoy día es un carro muy celebrado que, gracias a esta circunstancia, se ha ganado un carácter icónico en la cultura popular.

## Octava generación (1980s)
Aunque Dodge dejó de usar la denominación Coronet en 1976 y dejó de fabricar el modelo como tal en 1978, año en el cual desaparecieron los Dodge Monaco y Plymouth Fury, la subsidiaria Dodge en Colombia vendió con la denominación Dodge Coronet en una versión mejor acabada del Dodge Diplomat. 